# اسپینترونیک

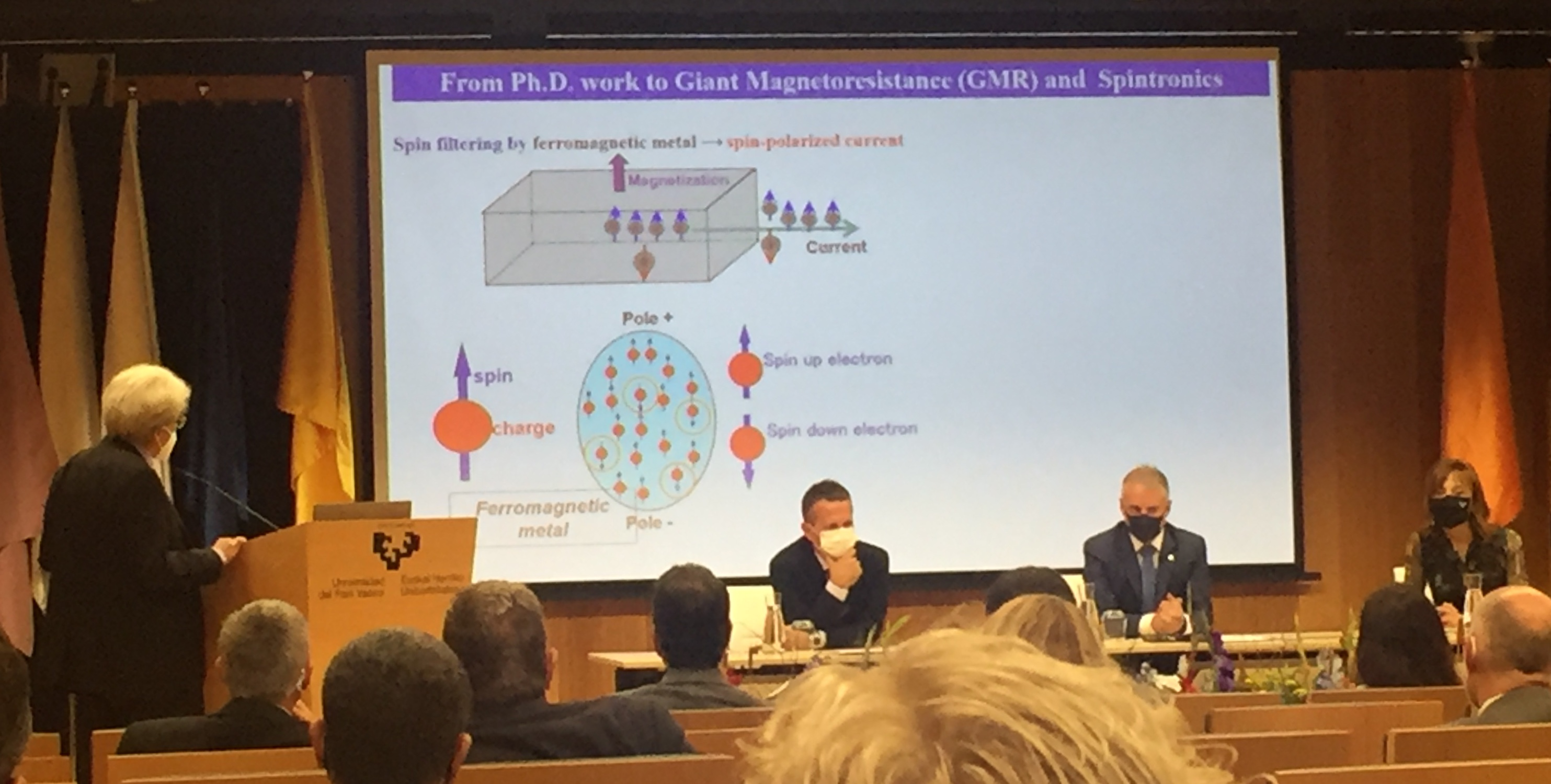
کنفرانس بررسی اسپینترونیک

اسپینترونیک (به انگلیسی: Spintronics) یااسپین‌الکترونیک به مطالعهٔ اسپین الکترون و گشتاور مغناطیسی مربوط به آن، برای کاربرد در ادوات حالت جامد گفته می‌شود.  
اسپینترونیک علم استفاده از اسپین الکترونها در الکترونیک است. اسپینترونیک به طور اساسی با الکترونیک معمولی متفاوت است. در آن علاوه بر بار الکترون، اسپین نیز به عنوان یک درجه آزادی بیشتر مورد استفاده قرار می‌گیرد. این امر به معنای امکان ذخیره یا انتقال حجم دادهٔ بیشتری است. 
الکترون در اتم، علاوه بر این که تحت تأثیر نیروی جاذبه هسته، به دور آن می‌‌چرخد، دارای یک حرکت چرخشی به دور خود نیز می‌‌باشد. این نوع چرخش را اصطلاحا اسپین الکترون می‌‌گویند.اسپین (اسپیناست) که به معنای چرخش است را احتمالی در نظر میگیر‌ند. 
در اسپینترونیک؛ حالت بالا و پایین اسپینی به جای صفر و یک یا مثبت و منفی استفاده می‌شود و در آینده تحولی در دستگاههای میکروالکترونیکی بوجود خواهد آورد. این ویژگی برای ساخت دستگاههای باینری بسیار کوچک، یعنی در مقیاس اتمی، مورد استفاده قرار می‌گیرد که انرژی کمتری لازم خواهند داشت.
اطلاعات در اسپینها که به صورت جهت (اسپین) (بالا یا پایین) ذخیره می‌شوند (نوشته می‌شوند). اسپینها به الکترونهای متحرک متصل می‌شوند و اطلاعات درون سیم حمل می‌شود. اطلاعات در یک پایانه خوانده می‌شود. جهت اسپین الکترونهای انتقالی برای زمانی نسبتاً طولانی ثابت می‌ماند (در حد چند نانو ثانیه در مقایسه با دهها فمتو ثانیه‌ای که طول می‌کشد تا مومنتوم الکترون از بین برود) که این فرصت وسایل اسپینترونیکی را خصوصاً برای ذخیره اطلاعات و وسائل حسگر مغناطیسی و بطور بالقوه برای محاسبات کوانتومی که اسپین الکترون، نشان دهنده یک بیت اطلاعات (که کیو بیت نامیده می‌شود)  است، مناسب می‌سازد. 
اولین مشکل در این مسیر در مرز مشترک مواد مغناطیسی با نیمه رساناها ایجاد می شود. بدین گونه که اطلاعات اسپین الکترون روی گذرگاه در طول سطح مقطع مواد نگه داشته می شود و بازده تزریق اسپین پایین می آید. یکی از دلایل فیزیکی کاهش رسانش اسپین در عبور آن از فلز فرو مغناطیسی به نیمه رسانا، وجود لایه مرده مغناطیسی است. بنابراین قطبیدگی در فلز مغناطیسی از بین می رود. اگر نیمه رسانای مغناطیسی به عنوان تزریق کننده اسپینی به کار برده شود، این مشکلات حل خواهد شد. بعلاوه طرح نیمه رسانا ترکیب الکترونیک سنتی را با تکنولوژی الکترونیک پایه ریزی شده روی اسپین راحت تر می سازد. از این رو ساخت نیمه رساناهای فرومغناطیسی بسیار مطلوب است .
سامانه‌های اسپینترونیک، اغلب در نیم‌رساناهای مغناطیسی یا آلیاژهای فرومغناطیس محقق می‌شوند و در زمینهٔ رایانش کوانتومی کاربرد دارند.

## تاریخچه
ایده‌های اولیهٔ اسپینترونیک از مشاهده و کشف پدیدهٔ انتقال وابسته به اسپین الکترون‌ها در نیم‌رساناها در دهه ۱۹۸۰ شکل گرفت.